# Брелья, Сальвадор
Сальвадор Луис Амилкар Брелья Луна (15 сентября 1935 — 17 января 2014) — парагвайский футболист, защитник и полузащитник, позже — тренер.

## Карьера
Родился в Каасапе, где и начал свою карьеру в молодёжных клубах «25 января» и «Нанава». Затем он перешёл в «Серро Портеньо» и дебютировал в клубе в 16 лет. Он выиграл несколько национальных чемпионатов во время пребывания в «Серро» и входил в состав национальной сборной Парагвая с 1960 по 1967 год.
Как тренер он руководил «Серро Портеньо», «Паранаэнсе», «Либертадом», «Соль де Америка», «Лимпио» и «Теньенте Фаринья». Брелья также был частью тренерского штаба сборной Парагвая на чемпионате мира 1986, главным тренером тогда был Кайетано Ре.
Брелья и его жена (которая была сестрой Кайетано Ре) весьма болезненно пережили смерть родственника в декабре 2013 года. Незадолго после этого Брелья был госпитализирован в связи с инфекцией в мочевых путях. Он умер в Асунсьоне 17 января 2014 года в возрасте 78 лет.